# قطعنامه ۹۰۶ شورای امنیت
قطعنامه ۹۰۶ شورای امنیت سازمان ملل متحد که در تاریخ ۲۵ مارس ۱۹۹۴ تصویب شد، سندی بین‌المللی دربارهٔ آبخاز، گرجستان است. این قطعنامه طی نشست ۳۳۵۴ام با ۱۵ رای موافق، ۰ مخالف و ۰ ممتنع تصویب شد.